# ميس منشاري
ميس منشاري (الاسم العلمي:Celtis serrata) هو نوع نباتي يتبع جنس الميس من فصيلة القنبية.